# Soft box

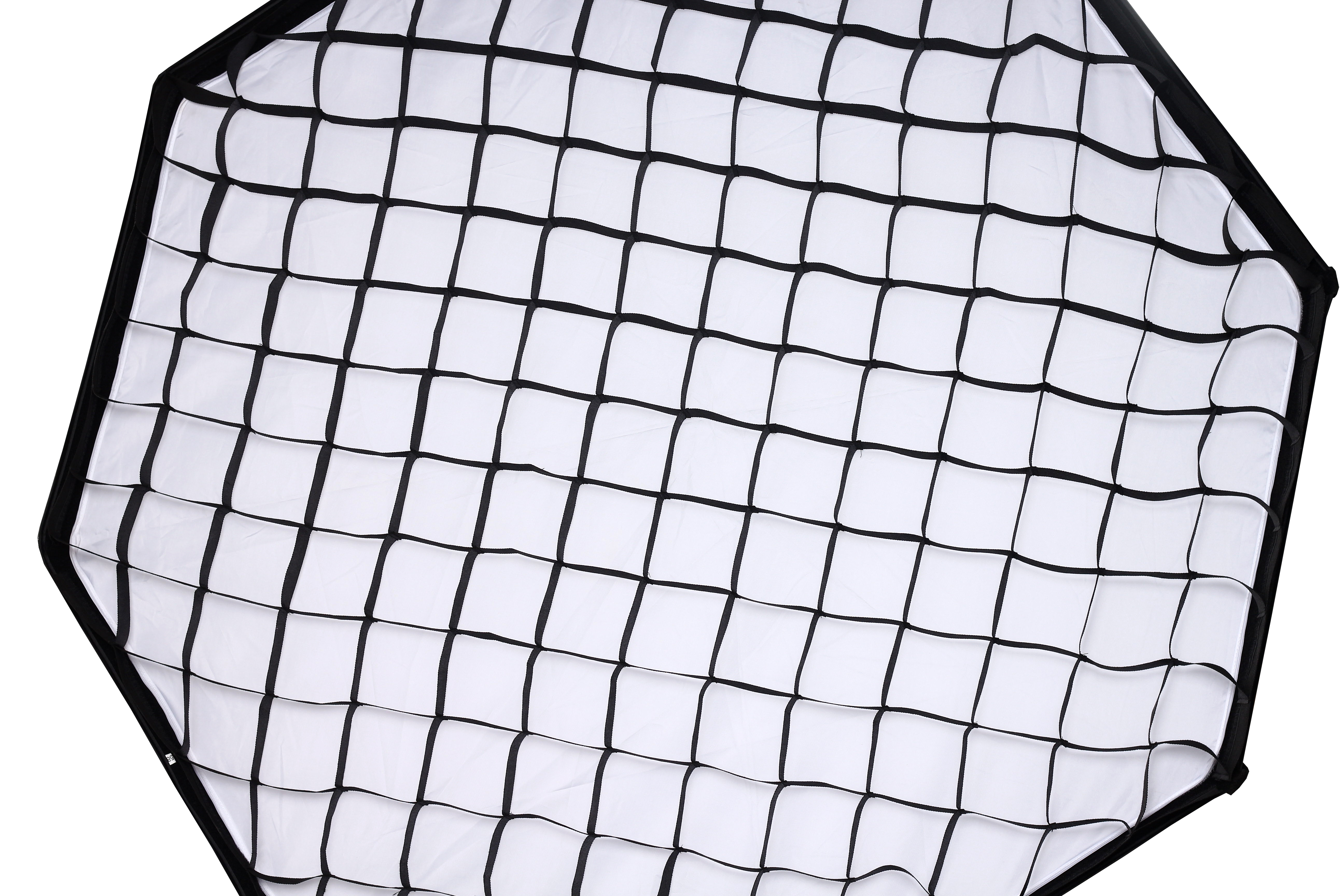
Favo de mel Octagon.

Softbox, ou em português "caixa suave", é um tipo de dispositivo fotográfico de iluminação utilizado para se obter uma luz suave. Todos os vários tipos de soft light criam luz branda difusa direcionando a luz através de algum material difusor ou "saltando" a luz fora de uma segunda superfície para difundir a luz. A melhor maneira e mais conhecida de saltar uma fonte é a luz de guarda-chuva, onde a luz do bulbo é lançada para fora do interior de um guarda-chuva metálico para criar uma luz leve indireta.
1. ↑  Mais, Equipe Fotografia (31 de dezembro de 2018). «Softbox na Fotografia: O Que é, Para que Serve, Como Usar e Como Escolher». Blog Fotografia Mais - Dicas e Conteúdos para Fotógrafos. Consultado em 28 de maio de 2024